# Друзно
Друзно (пољ. Druzno) је језеро у северној Пољској. Познато је и под називом Дружно (Drużno). Налази се у војводству Варминско-Мазуријском. Језеро је веома плитко и полако зараста. Налази се на 0,1 m надморске висине.
- Површина језера: 1289 ha
- дужина: 9,7 km
- ширина: 2,0 km
- максимална дубина: 2,5 m (криптодепресија).
- Географска дужина19° 27' ИГД
- Географска ширина 54° 4' СГШ

Кроз језеро пролази водени пут који представља продужетак Елбласког канала. ЈЕзеро са околином чини резерват језера Друзно. Резерват је веома богат воденим и мочварним птицама.